# Premyer Liqası 2021-2022
La Premyer Liqasi 2021-2022 è stata la 30ª edizione della massima serie del campionato azero di calcio, iniziata il 14 agosto 2021 e terminata il 21 maggio 2022. Il Neftçi Baku era la squadra campione in carica. Il Qarabağ si è laureato campione per la nona volta nella sua storia.

## Stagione

### Novità
Dalla stagione precedente non vi è stata alcuna retrocessione perché nessuna squadra della Birinci Divizionu ha ottenuto la licenza, per cui le squadre partecipanti sono le stesse della stagione precedente.

### Formula
Le 8 squadre partecipanti si affrontano in un girone all'italiana con due partite di andata e due di ritorno, per un totale di 28 giornate. La squadra prima classificata è dichiarata campione di Azerbaigian ed è ammessa al primo turno di qualificazione della UEFA Champions League 2022-2023. La seconda e la terza classificata, assieme alla vincitrice della coppa nazionale, sono ammesse al secondo turno di qualificazione della UEFA Europa Conference League 2022-2023. L'ultima classificata retrocede direttamente in Birinci Divizionu.

## Squadre partecipanti
| Club        | Città    | Stadio                  | Stagione precedente        |
| ----------- | -------- | ----------------------- | -------------------------- |
| Neftçi Baku | Baku     | Bakcell Arena           | Campione di Azerbaijan     |
| Qarabağ     | Ağdam    | Azərsun Arena (Baku)    | 2º posto in Premyer Liqası |
| Qəbələ      | Qəbələ   | Gabala City Stadium     | 7º posto in Premyer Liqası |
| Sabah       | Baku     | Alinja Arena            | 5º posto in Premyer Liqası |
| Keşlə       | Baku     | ASK Arena               | 6º posto in Premyer Liqası |
| Sumqayıt    | Sumqayıt | Kapital Bank Arena      | 3º posto in Premyer Liqası |
| Səbail      | Baku     | Bayil Arena             | 8º posto in Premyer Liqası |
| Zirə        | Baku     | Zirə Olimpiya Kompleksi | 4º posto in Premyer Liqası |

## Allenatori
| Club        | Allenatore                                      |
| ----------- | ----------------------------------------------- |
| Neftçi Baku | Samir Abbasov                                   |
| Qarabağ     | Qurban Qurbanov                                 |
| Qəbələ      | Elmar Baxşiyev                                  |
| Sabah       | Ramin Quliyev (1ª-7ª) Murad Musaev (8ª-28ª)     |
| Şamaxı      | Sənan Qurbanov                                  |
| Sumqayıt    | Aykhan Abbasov (1ª-14ª) Aljaksej Baha (15ª-28ª) |
| Səbail      | Aftandil Haciyev                                |
| Zirə        | Rəşad Sadıqov                                   |

## Classifica finale
|                        | Pos. | Squadra     | Pt | G  | V  | N | P  | GF | GS | DR  |
| ---------------------- | ---- | ----------- | -- | -- | -- | - | -- | -- | -- | --- |
| Azerbaigian (bandiera) | 1.   | Qarabağ     | 69 | 28 | 21 | 6 | 1  | 72 | 13 | +59 |
|                        | 2.   | Neftçi Baku | 50 | 28 | 15 | 5 | 8  | 42 | 31 | +11 |
|                        | 3.   | Zirə        | 47 | 28 | 13 | 8 | 7  | 33 | 27 | +6  |
|                        | 4.   | Qəbələ      | 45 | 28 | 12 | 9 | 7  | 38 | 34 | +4  |
|                        | 5.   | Sabah       | 41 | 28 | 12 | 5 | 11 | 42 | 34 | +8  |
|                        | 6.   | Sumqayıt    | 22 | 28 | 5  | 7 | 16 | 22 | 46 | -24 |
|                        | 7.   | Keşlə       | 22 | 28 | 5  | 7 | 16 | 25 | 49 | -24 |
| [ 3 ]                  | 8.   | Səbail      | 15 | 28 | 4  | 3 | 21 | 17 | 57 | -40 |

Legenda:
      Campione d'Azerbaigian e ammessa alla UEFA Champions League 2022-2023
      Ammesse alla UEFA Europa Conference League 2022-2023
 Ammessa au play-out
      Retrocessa in Birinci Divizionu 2022-2023
Note:
Tre punti per la vittoria, uno per il pareggio, zero per la sconfitta.
La classifica viene stilata secondo i seguenti criteri:
- Punti conquistati
- Punti conquistati negli scontri diretti
- Differenza reti negli scontri diretti
- Reti realizzate negli scontri diretti
- Reti realizzate in trasferta negli scontri diretti (solo tra due squadre)
- Differenza reti generale
- Reti totali realizzate

## Risultati

### Partite (1-14)
|             | Nef  | Qəb  | Qar  | Səb  | Sab  | Şam  | Sum  | Zir  |
| ----------- | ---- | ---- | ---- | ---- | ---- | ---- | ---- | ---- |
| Neftçi Baku | –––– | 2-2  | 1-2  | 1-0  | 1-2  | 3-0  | 0-0  | 2-1  |
| Qəbələ      | 1-1  | –––– | 0-0  | 5-0  | 1-3  | 2-1  | 2-1  | 1-1  |
| Qarabağ     | 4-0  | 2-0  | –––– | 3-0  | 5-1  | 1-0  | 2-0  | 2-0  |
| Səbail      | 1-3  | 0-2  | 3-1  | –––– | 0-3  | 1-2  | 1-0  | 1-2  |
| Sabah       | 1-2  | 0-2  | 1-2  | 0-1  | –––– | 2-1  | 3-0  | 3-3  |
| Şamaxı      | 3-2  | 2-3  | 1-1  | 2-2  | 2-0  | –––– | 0-2  | 0-2  |
| Sumqayıt    | 1-1  | 0-0  | 0-4  | 2-0  | 2-0  | 1-3  | –––– | 0-3  |
| Zirə        | 1-2  | 1-2  | 1-1  | 3-1  | 1-1  | 2-0  | 1-0  | –––– |

### Partite (15-28)
|             | Nef  | Qəb  | Qar  | Səb  | Sab  | Şam  | Sum  | Zir  |
| ----------- | ---- | ---- | ---- | ---- | ---- | ---- | ---- | ---- |
| Neftçi Baku | –––– | 4-0  | 1-2  | 2-0  | 1-0  | 3-1  | 2-1  | 1-1  |
| Qəbələ      | 1-0  | –––– | 0-2  | 2-0  | 1-1  | 1-1  | 1-1  | 0-0  |
| Qarabağ     | 4-1  | 5-1  | –––– | 5-1  | 1-1  | 8-0  | 5-0  | 0-0  |
| Səbail      | 0-1  | 3-0  | 0-3  | –––– | 0-2  | 0-3  | 1-1  | 0-1  |
| Sabah       | 0-1  | 3-0  | 0-1  | 1-0  | –––– | 5-1  | 2-2  | 3-1  |
| Şamaxı      | 1-2  | 0-1  | 0-0  | 0-0  | 0-1  | –––– | 1-1  | 0-1  |
| Sumqayıt    | 0-2  | 0-4  | 0-3  | 5-0  | 0-3  | 2-0  | –––– | 0-1  |
| Zirə        | 1-0  | 0-3  | 0-3  | 2-1  | 2-0  | 0-0  | 1-0  | –––– |

## Statistiche

### Individuali

#### Classifica marcatori
| Gol |  |  | Giocatore         | Squadra     |
| --- |  |  | ----------------- | ----------- |
| 12  |  |  | Kady              | Qarabağ     |
| 11  |  |  | Joy-Lance Mickels | Sabah       |
| 11  |  |  | Davit Volkovi     | Zirə        |
| 11  |  |  | Filip Ozobić      | Qarabağ     |
| 11  |  |  | Ibrahima Wadji    | Qarabağ     |
| 10  |  |  | Tiago Bezerra     | Neftçi Baku |
| 8   |  |  | Abdellah Zoubir   | Qarabağ     |
| 8   |  |  | Isnik Alimi       | Qəbələ      |
| 8   |  |  | Musa Qurbanlı     | Qarabağ     |
| 7   |  |  | Ramil Şeydayev    | Qarabağ     |